# Rønde
Rønde er en by på det sydlige Djursland med 3.310 indbyggere  (2024), beliggende i Bregnet Sogn, 30 kilometer nordøst for Aarhus og knap 32 kilometer sydvest for Grenaa. Byen er en del af Syddjurs Kommune og hører til Region Midtjylland. Indtil 2007 var den hovedsæde for Rønde Kommune i Århus Amt.
Byen er beliggende en kilometer nord for Bregnet Kirke og ca. to kilometer nord for Kalø Slotsruin.
Mellem slotsruinen og Rønde ligger Hestehave Skov.
Umiddelbart syd for bygrænsen begynder Nationalpark Mols Bjerge.
Af uddannelsesmuligheder findes i Rønde en folkeskole, en privatskole, et alment gymnasium med en kostskoleafdeling, et handelsgymnasium samt en kombineret høj- og efterskole.

## Geografiske forhold
Næst efter Aarhus og Vejle er Rønde den by i Danmark, hvor man finder den største højdeforskel mellem det laveste og højeste punkt inden for bygrænsen. Da Rønde er væsentligt mindre end de to førstnævnte store byer, forekommer højdeforskellen, som er på 95 meter, visuelt mere tydelig i bybilledet, og byen kaldes derfor i folkemunde for Danmarks eneste ”bjergby”.
Den relativt store niveauforskel skyldes en særlig placering på tværs af to geomorfologiske landskabselementer fra den seneste istid.
Rønde er længst mod vest beliggende nede i en tunneldal med et lavpunkt på 5 m.o.h., mens byen mod øst jævnt - over ca. en kilometer - strækker sig op ad en randmorænebakke med et toppunkt på 100 m.o.h. 

## Historie
I 1875 blev byen beskrevet således: "Rønde ved Hovedlandeveien mellem Aarhus og Grenaa-Ebeltoft med Skole, Kro, Kjøbmandshandel, Cementstøberi, Lægebolig, Brevsamlingssted, Toldassistentbolig, Telegraphstation med indskrænket Dagstjeneste (aabnet 1ste Mai 1871)".
Omkring århundredeskiftet blev byen beskrevet således: "Rønde, ved Landevejen, med Missionshus (opf. 1888), Skole, Højskole (opr. 1894), Lægebolig (2 Læger), Dyrlæge, Købmandshdlr., Haandværksdrift, Cementstøberi, m. m., Kro, Markedsplads (Marked i Marts, Sept. og Nov.), Telegraf- og Telefonst. samt Postkontor". Rønde by havde 567 indbyggere i 1901, 615 indbyggere i 1906, 681 i 1911 og 734 i 1916.
Rønde fortsatte sin udvikling i mellemkrigstiden og efter 2. verdenskrig: byen havde i 1921 843 indbyggere, i 1925 993, i 1930 883, i 1935 959, i 1940 981, i 1945 1.119, i 1950 1.270, i 1955 1.300, i 1960 1.384 og i 1965 1.528 indbyggere.